# آرمان صالحی
(آرمان صالحی) بازیکن والیبالیست ایرانی اهل گلستان است. وی یکی از بهترین لیبرو های جهان است. درسال ۲۰۲۴ آرمان صالحی بهترین لیبروی جهان نام گرفت.
آرمان صالحی بخاطر دقت در توپ گیری از دید خیلی ها جز بهترین لیبرو های جهان است.